# Schöner aus Wiedenbrück
Schöner aus Wiedenbrück oder Schöner von Wiedenbrück ist eine lokale Apfelsorte aus Westfalen. Sie wurde um 1900 von der Baumschule Dürbusch in Wiedenbrück (Standort: ⊙) gezüchtet.
Der Schöne aus Wiedenbrück hat einen kräftigen Wuchs. Er bevorzugt einen humusreichen Standort und eignet sich auch für den Anbau auf schweren, lehmigen Böden.
Der Baum liefert bereits früh Erträge, die später reich und regelmäßig bleiben. Frost ist für die spätblühende Sorte meist kein Problem. Für Krankheiten, insbesondere Schorf, und tierische Schädlinge ist sie wenig anfällig.

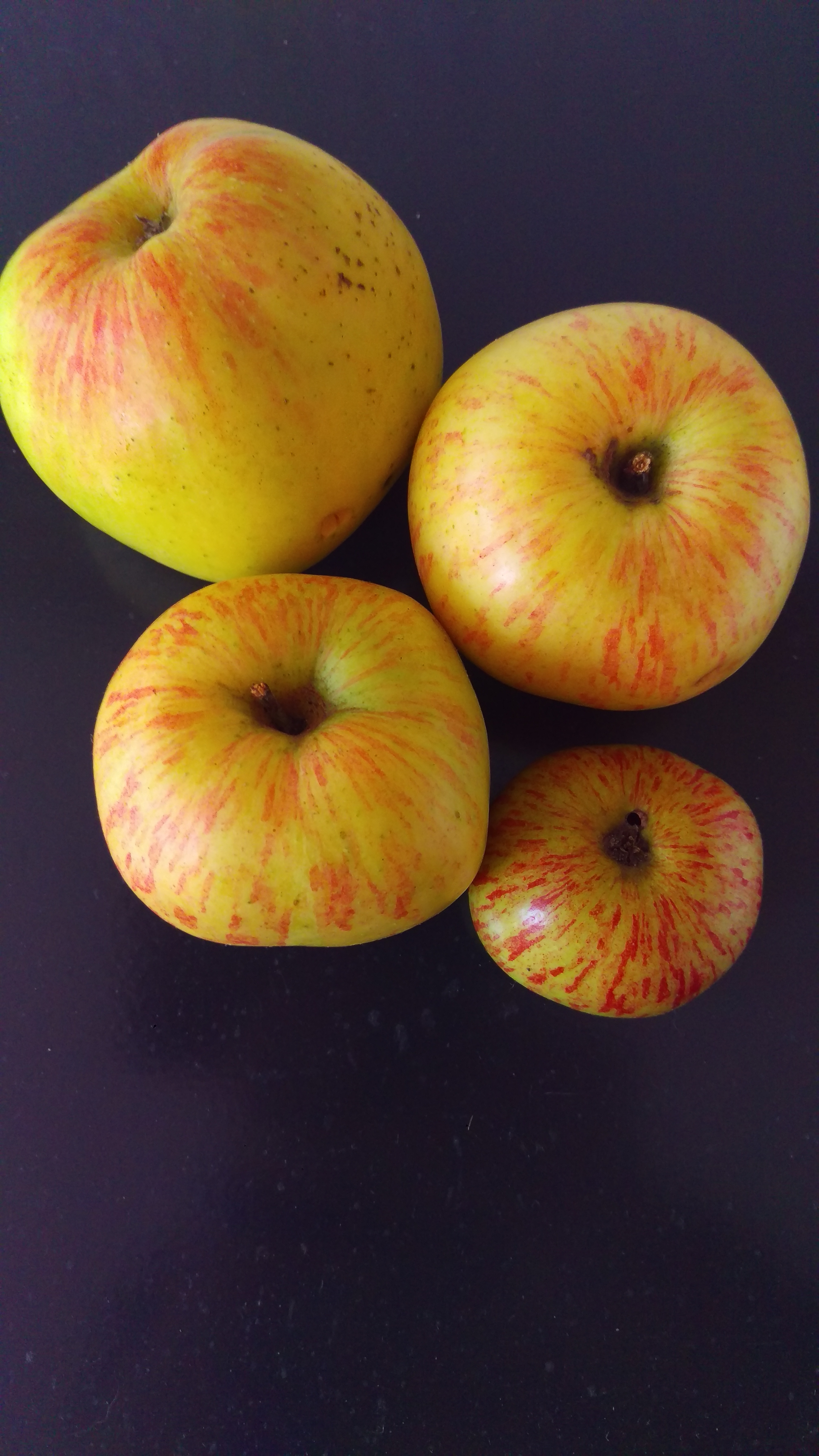
Schöner von Wiedenbrück, gelagert bis in den Herbst

Die Früchte sind im September ernte- und genussreif, sie bleiben bis November haltbar. Das süßsäuerliche, aromatische Fruchtfleisch ist lockerzellig. Der Schöne aus Wiedenbrück ist ein sehr guter Koch- und Wirtschaftsapfel, in den ersten Wochen nach der Ernte eignet er sich auch als Tafelobst.